# Jill Stein
Pour les articles homonymes, voir Stein.
Jill Stein (/staɪn/), née le 14 mai 1950 à Chicago (Illinois), est une médecin et une femme politique américaine. Elle est la candidate du Parti vert à l'élection présidentielle américaine de 2012, où elle termine à la quatrième position en obtenant 469 501 voix, soit 0,36 % des suffrages exprimés. Elle est de nouveau la candidate du Parti vert pour l'élection présidentielle américaine de 2016 et obtient 1 457 018 voix soit 1,07 % des suffrages. Elle se présente enfin à l'élection présidentielle américaine de 2024, où elle termine cette fois-ci troisième avec 862 049 voix soit 0,56 % des voix.
Elle est également candidate pour devenir gouverneur du Massachusetts lors des élections de 2002 et de 2010,,.

## Biographie

### Enfance et études
Jill Stein est la fille de Gladys (née Wool) et Joseph Stein. Elle vécut à Highland Park (Illinois) dans une famille juive, bien qu'elle se considère comme agnostique.
En 1973, elle sort diplômée du Harvard College où elle a étudié la psychologie, la sociologie et l’anthropologie avant de rejoindre la Harvard Medical School dont elle sortie diplômée en 1979,,. Elle pratiqua ensuite durant 25 ans la médecine interne au sein de plusieurs établissements du secteur de Boston et enseigna également au sein de la faculté de médecine d’Harvard.

### Militantisme et carrière politique

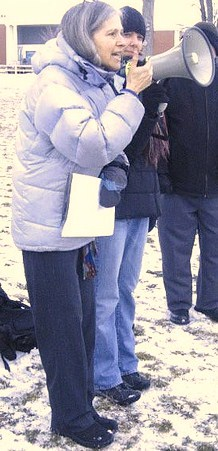
Jill Stein lors d'une manifestation contre la production électrique charbonnée.

En tant que médecin, Jill Stein devint de plus en plus intéressée par les liens entre la santé publique et la qualité de l'environnement local et décida de se lancer dans le militantisme en 1998 lorsqu'elle commença à protester contre l'implantation des « cinq saletés » (Filthy Five), des centrales électriques à charbon au Massachusetts,.
Depuis 1998, elle est membre du bureau de la branche bostonienne de Physicians for Social Responsibility (en) (Médecins pour la responsabilité sociale). Elle reçut en 1998 le Clean Water Action's « Not in Anyone's Backyard Award », le prix citoyen du Toxic Action Center en 1999, le Children's Health Hero Award en 2000 et le Friend of the Earth Award de l'université d'État de Salem (en) en 2004,,.

### Publications
Jill Stein est la coauteure de deux rapports pour l'association Physicians for Social Responsability : « In Harm's Way: Toxic Threats to Child Development » en 2000 et « Environmental Threats to Healthy Aging » en 2009,. La biographie officielle de Jill Stein rapporte que ces rapports ont été largement cités et traduits en quatre langues,, et le site internet de Physicians for Social Responsibility liste les validations de six experts en santé publique. Le rapport a été ensuite republié en 2002 dans la revue à comité de lecture Journal of Developmental and Behavioral Pediatrics.

### Départ du Parti démocrate
Jill Stein quitte le Parti démocrate pour le Parti vert lorsque « le parti démocrate torpilla la réforme du financement des campagnes dans son État. »

### Vie privée
Jill Stein est mariée au médecin Richard Rohrer. Ils habitent à Lexington (Massachusetts) et ont deux enfants.

## Campagnes électorales

### Premières candidatures
Jill Stein est la candidate du Parti vert Arc-en-ciel du Massachusetts lors des élections pour le gouvernorat du Massachusetts en 2002. Elle termine à la troisième place sur cinq candidats, avec 3,5 % des suffrages, soit 76 530 voix. Après que ses bonnes performances au cours des débats ont été saluées, les supporters du candidat démocrates achètent les droits sur le nom de domaine jillstein.org,.
Jill Stein tente de se faire élire en 2004 comme représentante du 9e district de Middlesex qui inclut des portions de Waltham et Lexington. Elle obtient 3 911 voix, soit 21,3 % des suffrages, devant le candidat des Républicains mais loin derrière le titulaire et démocrate Thomas M. Stanley.
Lors de la convention du Green-Rainbow Party du 4 mars 2006, Jill Stein est nommée candidate au poste de Secretary of the Commonwealth of Massachusetts (en). Lors de l'élection à deux tours contre le démocrate et titulaire du poste depuis 1995, William F. Galvin, elle obtient 353 551 voix, soit 18 % des suffrages.
Jill Stein est élue representative town meeting (en) de Lexington, le corps législatif local. Elle est élue pour deux mandats de trois ans, mais démissionne au cours du second pour se lancer dans la course pour le poste de gouverneur. Lors de l'élection de 2005, avec 539 voix, soit 20,6 % des suffrages, elle termine première des seize candidats qui concouraient pour sept sièges. Lors des élections de 2008, elle finit seconde des 13 candidats aux huit sièges.
Le 8 février 2010, Jill Stein annonce sa candidature au poste de gouverneure du Massachusetts avec comme colistier Richard P. Purcell, ergonome. Au terme de la campagne, elle termina dernière avec 1,4 % des 2 287 407 voix, soit 32 816 suffrages.

### Campagnes présidentielles

#### Campagne présidentielle de 2012
En août 2011, Jill Stein indiqua qu'elle envisageait de concourir pour la présidence des États-Unis d'Amérique avec le parti vert lors des élections nationales de 2012. Elle déclara que nombre de militants du parti vert lui avaient demandé d'y aller et qualifia la crise du plafonnement de la dette américaine « les stupéfiantes attaques présidentielles sur la sécurité sociale, Medicare et Medicaid sont une trahison de l'intérêt public ». Elle lança sa campagne en octobre 2011 en déclarant : 
« We are all realizing that we, the people, have to take charge because the political parties that are serving the top 1 percent are not going to solve the problems that the rest of us face, we need people in Washington who will refuse to be bought by lobbyists and for whom change is not just a slogan. »
« Nous avons tous réalisés que nous, le peuple, devions prendre nos responsabilités parce que les partis politiques qui servent les 1 % ne résoudront pas les problèmes auxquels le reste d'entre nous faisons face ; nous avons besoin de gens à Washington qui refuseront d'être achetés par les lobbyistes et pour lesquels le changement ne sera pas juste un slogan. »
En décembre 2011, Ben Manski, le leader de la section du Wisconsin du parti, fut annoncé comme étant le directeur de campagne de Jill Stein. Ses principaux opposants lors des primaires du parti étaient Kent P. Mesplay et Roseanne Barr. La mesure phare de Jill Stein durant la primaire fut le « Green New Deal », un plan de dépenses visant à donner du travail à 25 millions de personnes. K. P. Mesplay le qualifia d'irréaliste en disant qu'il prendrait du temps à être mis en place et manquerait de soutien de la part du corps législatif. Jill Stein devint la candidate présumé du Parti vert après avoir gagné les deux tiers des délégués de Californie en juin 2012. Dans une déclaration faisant suite à l'élection des délégués californiens, J. Stein dit : « Les électeurs ne seront pas obligés de choisir entre deux serviteurs de Wall Street au cours des prochaines élections. Maintenant, nous savons qu'il y aura un troisième candidat qui sera un véritable champion pour les travailleurs ». Jill Stein fut soutenue par le récipiendaire du prix Pulitzer et correspondant de guerre Chris Hedges ainsi que par le linguiste Noam Chomsky bien que celui-ci ait préconisé de voter pour Barack Obama dans les États-charnières. Le 1er juillet 2012, il est annoncé par la commission électorale fédérale que les contributions reçues ont été suffisantes pour qualifier la campagne pour le fonds fédéral à contrepartie de la saison des primaires. Jill Stein est la seconde candidate du parti vert à être qualifiée après Ralph Nader en 2000. Le 11 juillet 2012, Jill Stein sélectionna Cheri Honkala, un militant anti-pauvreté, comme colistier pour la vice-présidence. Le 14 juillet, elle reçoit officiellement l'aval du Parti vert lors de sa convention à Baltimore.

Le 1er août, Jill Stein, C. Honkala et trois autres personnes sont arrêtées durant un sit-in dans une banque de Philadelphie pour protester contre la saisie de maisons de plusieurs habitants de la cité. Jill Stein expliqua sa volonté de se faire arrêter : 
« The developers and financiers made trillions of dollars through the housing bubble and the imposition of crushing debt on homeowners. And when homeowners could no longer pay them what they demanded, they went to government and got trillions of dollars of bailouts. Every effort of the Obama Administration has been to prop this system up and keep it going at taxpayer expense. It's time for this game to end. It's time for the laws be written to protect the victims and not the perpetrators. »
« Les promoteurs et financiers ont gagné des milliards de dollars grâce à la bulle immobilière et la charge de dettes écrasantes sur les propriétaires. Et quand ces derniers ne pouvaient plus payer ce qui leur était demandé, les premiers se sont tournés vers le gouvernement et se sont fait renflouer à coup de milliards. Tous les efforts de l'administration Obama ont servi à protéger ce système et à en répercuter le coût sur les contribuables. Il est temps de mettre fin à cette duperie. Il est temps que les lois soient faites pour les victimes et non les malfaiteurs. »
 Le 16 octobre, J. Stein et C. Honkala furent arrêtés après avoir tenté d'entrer sur le site du débat présidentiel à l'université Hofstra pour protester contre l'exclusion des débats des plus petits partis politiques comme le parti vert. Stein compara son arrestation à la persécution en Russie du dissident Sergueï Oudaltsov. Le 31 octobre, Stein fut arrêtée au Texas pour entrée sans autorisation après avoir tenté de délivrer du ravitaillement à des militants environnementalistes de Tar Sands Blockade qui campaient dans des arbres pour protester contre la construction de l'oléoduc Keystone. La Fondation pour des élections libres et égalitaires (en) organisa un débat entre quatre candidats le 19 octobre et un autre entre Jill Stein et Gary Johnson le 5 novembre. Le premier débat fut retransmis par Al Jazeera, C-SPAN et RT America. Durant la campagne, Jill Stein répéta qu'il n'y avait pas de différences significatives entre Mitt Romney et Barack Obama : « Romney est un loup dans un costume de loup, Obama est un loup dans un costume de mouton, mais les deux ont pour l'essentiel le même agenda. » Elle les qualifia tous deux de « candidats de Wall Street » demandant « un mandat pour quatre années supplémentaires de règles des corporations »,,. Jill Stein obtint 469 015 voix, soit 0,36 % des suffrages. Elle reçut 1 % ou plus des suffrages dans trois États : le Maine (1,1 %), l'Oregon (1,1 %) et l'Alaska (1 %).

#### Campagne présidentielle de 2016

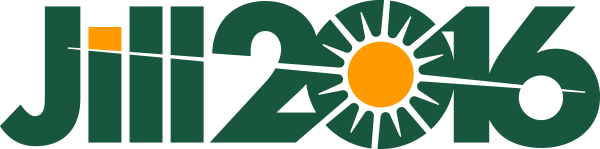
Logo de sa campagne de 2016.

Le 6 février 2015, Stein annonce la formation d'un comité exploratoire en préparation d'une campagne potentielle pour la nomination du Parti vert pour l'élection présidentielle américaine de 2016. En juin 2015, lors d'une interview sur The Alan Colmes Show, Jill Stein a dit qu'elle voulait annoncer son intention de se présenter à la présidence « certainement avant que l'été arrive, probablement beaucoup plus tôt que ça ». Le 22 juin 2015, pendant l'émission télévisée Democracy Now!, elle annonce formellement sa candidature pour représenter le Parti vert.
Le nom officiel de la campagne est « Jill Stein for President », et son slogan est « #ItsInOurHands ». Le quartier général est situé au 22 Kendall Road, dans la ville de Lexington dans le Massachusetts.
Après avoir essayé sans succès de convaincre le sénateur Bernie Sanders de rejoindre sa campagne (laissant même entendre qu'elle pourrait lui céder sa place), elle choisit Ajamu Baraka comme colistier le 1er août 2016. Le 6 septembre, elle a fait l'objet d'un mandat d'arrêt pour avoir inscrit un graffiti sur un bulldozer.
En décembre 2015, Jill Stein prend part à la COP21 organisée à Paris, parlant à de nombreux moments lors des réunions,.
Ses soutiens sont :
- des personnalités :
  - Medea Benjamin, cofondateur de Code Pink et de Global Exchange[53].
  - Marsha Coleman-Adebayo (en), ancienne analyste principale de l'action de l'Agence de protection de l'environnement des États-Unis et avocate spécialisée dans les affaires de discrimination raciale[53].
  - Chris Hedges, auteur et ancien responsable du Moyen-Orient du New York Times[54].
  - Richard Stallman, fondateur du mouvement du logiciel libre[55].
  - Immortal Technique, rappeur et activiste[56].
  - Richard D. Wolff, professeur émérite d'économie, université du Massachusetts à Amherst[57].
  - Cornel West, philosophe, partisan de Bernie Sanders durant les primaires démocrates[58].
  - Viggo Mortensen, acteur[59],[60],[61].
- des organisations :
  - International Socialist Organization (en)[62].

Le 18 décembre 2017, le sénateur républicain Richard Burr, président du Senate Intelligence Committee, annonce que ce comité va examiner si Jill Stein a conspiré avec la Russie en vue d'influer sur le résultat des élections de 2016. Il est reproché à Jill Stein d'avoir participé à un dîner avec le président Vladimir Poutine en 2015 et d'avoir parlé en termes favorables de Julian Assange, qui a provoqué la fuite de courriels du Parti démocrate pendant les élections. Hillary Clinton reprend également ces accusations et attribue sa défaite à la candidature de Jill Stein. Celle-ci dénonce une « idée folle », ajoutant : « Vous ne pouvez pas simplement calomnier les gens. Vous devez présenter des arguments et des faits. »

#### Campagne présidentielle de 2024

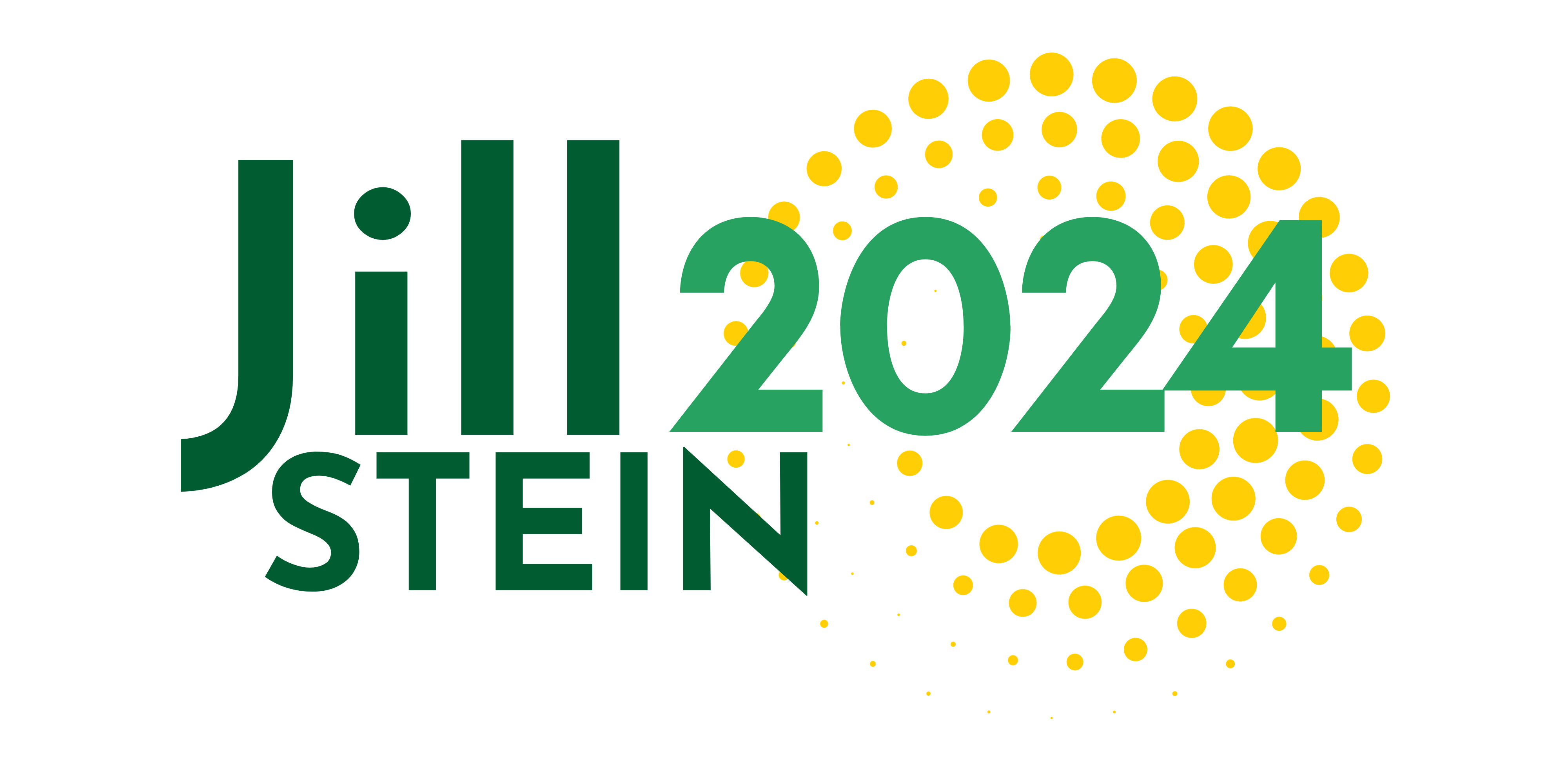
Logo de sa campagne de 2024.

## Positions politiques

### Économie
Se référant au New Deal du président Franklin Delano Roosevelt lors de la Grande Dépression, Jill Stein défendit lors de ses campagnes de 2012 et 2016 l'idée d'un Green New Deal grâce auquel des emplois dans les énergies renouvelables seraient créés en réponses aux problèmes climatique et environnemental ; l'objectif étant d'employer « tous les Américains voulant et étant en capacité de travailler ». Jill Stein dit qu'elle financerait ce plan avec une réduction de 30 % du budget militaire, le rapatriement des troupes, l'augmentation des taxes sur la spéculation sur les cours des valeurs mobilières, les paradis fiscaux extraterritoriaux. En 2012 et 2016, elle cita une étude de 2012 publiée par le professeur Phillip Harvey de l’université Rutgers dans The Review of Black Political Economy montrant que les effets multiplicateurs de la nouvelle donne verte couvrira les coûts initiaux de son plan,. Jill Stein argua également que son plan « mettra fin au chômage et à la pauvreté ».
Interrogée sur la manière dont les fonds de la nouvelle donne verte pourraient être distribués, J. Stein répondit que cela pourrait être « par un processus décisionnaire communautaire […] mais quant à savoir quelle sera sa configuration exacte, vous savez, cela reste à établir ».
Durant ses tentatives 2012 et 2016, Jill Stein appela à « nationaliser » et « démocratiser » la réserve fédérale, plaçant celle-ci sous la supervision d’une autorité monétaire fédérale du département du Trésor et mettre un terme à son indépendance,,,.
En 2016, Jill Stein indiqua qu’elle appuyait une nouvelle taxe sur les transactions financières sur la vente du capital, d’obligations, de produits dérivés ainsi qu’une hausse de la taxe sur les successions « d’au moins » 55 % sur les héritages de plus de 3 millions de dollars.
J. Stein argua que le Emergency Economic Stabilization Act of 2008 fut déraisonnable et un gâchis. En 2012, Stein s’opposa à l’augmentation du plafond de la dette, argumentant que les États-Unis pouvaient plutôt augmenter les impôts sur la fortune et couper dans les dépenses militaires pour réduire la dette.
Jill Stein soutient la création d’infrastructures soutenables basées sur la génération d’énergies renouvelables et les principes de collectivité durable pour stopper ce que son parti voit comme une convergence croissante des crises environnementales concernant l’eau, les sols, les réserves halieutiques et les forêts. Sa vision inclus l’augmentation des transports en commun urbains et les liaisons ferroviaires intercités, la création de rues complètes qui encouragent la pratique en sûreté du vélo et de la marche ainsi que le développement de systèmes régionaux d’approvisionnements basés sur une agriculture soutenable.
Jill Stein a été sceptique sur les chiffres officiels de l’emploi, disant dans la réponse du parti vert au discours sur l’état de l’Union que les statistiques sur l’emploi étaient conçues essentiellement pour dissimuler le chômage et dit que le taux de chômage réel était aux alentours de 12 à 13 %,. En février 2016, elle dit que le « taux de chômage réel est proche de 10 %, deux fois plus haut que le taux officiel. »
Elle défend la création de banques publiques à but non-lucratif, promettant la création de tels entités au niveau fédéral et étatique. Elle a dit qu’elle croyait dans « le gouvernement comme employeur de dernier ressort ». Lorsqu’elle fut interrogée en août 2016 sur ce que cela entraînerait, elle répondit que l’idée avait été tracé à grand trait mais qu’un document de position était disponible.
Le programme de Jill Stein promettait de garantir le logement,. Lorsqu’elle fut interrogée sur la manière dont cela serait accompli, elle répondit « qu’il s’agissait d’un objectif à ce moment. Nous n’avons pas de programme précis ».
Lorsqu’il lui fût demandé en septembre 2016 s’il ne lui viendrait pas à l’idée d’utiliser la détente quantitative pour établir un revenu de base ou une sécurité sociale publique, elle répondit que cela « pouvait être  étudié… Assurément. »

### Éducation
Jill Stein a soutenu qu'un système universitaire gratuit serait mis en place. Elle a dit être en faveur de l'annulation de l'ensemble de la dette des prêts étudiants en utilisant la détente quantitative pour la faire et sans augmenter les impôts. Elle a décrit la détente quantitative comme un « coup du chapeau numérique » ou un « chapeau magique que basiquement les personnes n'ont pas besoin de comprendre plus que cela ». Pour Jill Stein, la Réserve fédérale des États-Unis pourrait racheter les prêts étudiants et ne pas les prélever, les annulant de facto. Mais parce que la Federal Reserve est une agence indépendante, le président manque de l'autorité pour imposer ce plan. J. Stein a dessiné un parallèle entre sa proposition sur la dette étudiante et l'Emergency Economic Stabilization Act de 2008 en disant que le gouvernement a racheté la dette de Wall Street et l'a annulé. Jordan Weissmann, du magazine Slate a déclaré que la comparaison de Jill Stein est « carrément fausse » : la Réserve fédérale ne peut acheter et annuler la dette entre les mains des banques mais acheter et détenir les dettes possédées par les banques. Lorsqu'elle fut interrogée sur le pourquoi de la présence dans son programme de l'annulation de dettes des couches supérieures, Jill Stein répondit que l'enseignement supérieur « se paye lui-même » (pays for itself) et que l'éducation n'est pas un cadeau, mais un droit et une nécessité.
Jill Stein pense que le mouvement d'éducation numérique dans les jardins d'enfants est mauvais pour le développement social et cognitif des jeunes enfants, disant « Nous devons sortir de la présence des écrans à tous les niveaux d'éducation » et que la numérisation ne profite qu'aux fabricants, non aux enseignants, aux enfants ou aux communautés. Elle est également opposée aux écoles à charte et a été critique du Common Core, disant que les professeurs devraient être responsables de l'éducation plutôt que les « sociétés contractantes ».

### Réforme électorale
Jill Stein milite pour deux changements dans le système électoral aux États-Unis. D'abord en donnant aux électeurs le droit d'inscrire leurs préférences de manière hiérarchisée, elle pense pouvoir lutter contre le pouvoir des deux partis politiques (ce qu'elle appelle le duopole),. Ensuite, elle appelle à plus d'inclusion dans les débats nationaux en écartant l'exigence de la commission des débats présidentiels (un organisme privé) qu'un candidat doit être à 15 % au moins dans les sondages pour y participer.

## Historique électoral

### Présidence
| Année | Jill Stein | Républicain | Démocrate | Libertarien |
| ----- | ---------- | ----------- | --------- | ----------- |
| Année |            |             |           |             |
| 2012  | 0,4 %      | 47,2 %      | 51,1 %    | 1,0 %       |
| 2016  | 1,1 %      | 46,1 %      | 48,2 %    | 3,3 %       |
| 2024  | 0,6 %      | 49,8 %      | 48,3 %    | 0,4 %       |

### Gouvernorat du Massachusetts
| Année | Jill Stein | Républicain | Démocrate | Libertarien | Indépendant |
| ----- | ---------- | ----------- | --------- | ----------- | ----------- |
| Année |            |             |           |             |             |
| 2002  | 3,4 %      | 49,2 %      | 44,4 %    | 1,0 %       | 0,7 %       |
| 2010  | 1,4 %      | 41,6 %      | 47,9 %    |             | 8,0 %       |